# Куритибська архієпархія святого Івана Хрестителя УГКЦ
Курити́бська архієпа́рхія святого Йоа́на Хрести́теля (лат. Archeparchia Sancti Ioannis Baptistae Curitibensis Ucrainorum, порт. Eparquia de São João Batista em Curitiba dos Ucranianos) — архієпархія Української греко-католицької церкви з осідком у Куритибі. Єпархія була заснована 29 листопада 1971, від 12 травня 2014 проголошена архієпархією. З 13 грудня 2006 правлячим архієреєм є Володимир Ковбич. Юрискдикція архієпархії поширюється на всю Бразилію.

## Список єпархів[1]
- Володимир Ковбич (2006—понині)
- Єфрем Кривий (1978—2006)
- Йосиф Мартинець (1962—1978)